# Nanticoke, Pennsylvania
Nanticoke là một thành phố thuộc quận Luzerne, tiểu bang Pennsylvania, Hoa Kỳ. Năm 2010, dân số của thành phố này là 10465 người.